# Győrladamér
Győrladamér (ehemals Ladamér) ist eine ungarische Gemeinde im Kreis Győr im Komitat Győr-Moson-Sopron.

## Geografische Lage
Győrladamér liegt neun Kilometer nordwestlich des Zentrums der Kreisstadt und des Komitatssitzes Győr am linken Ufer des Flusses Mosoni-Duna. Nachbargemeinden sind Győrzámoly im Südosten und Dunasziget im Nordwesten, die beide unmittelbar an Győrladamér grenzen.

## Geschichte
Im Jahr 1907 gab es in der damaligen Kleingemeinde 40 Häuser und 357 Einwohner auf einer Fläche von 798 Katastraljochen. Sie gehörte zu dieser Zeit zum Bezirk Tószigetcsilizköz im Komitat Győr.

## Sehenswürdigkeiten
- Römisch-katholische Kirche Szent Kereszt Felmagasztalása, erbaut 1946

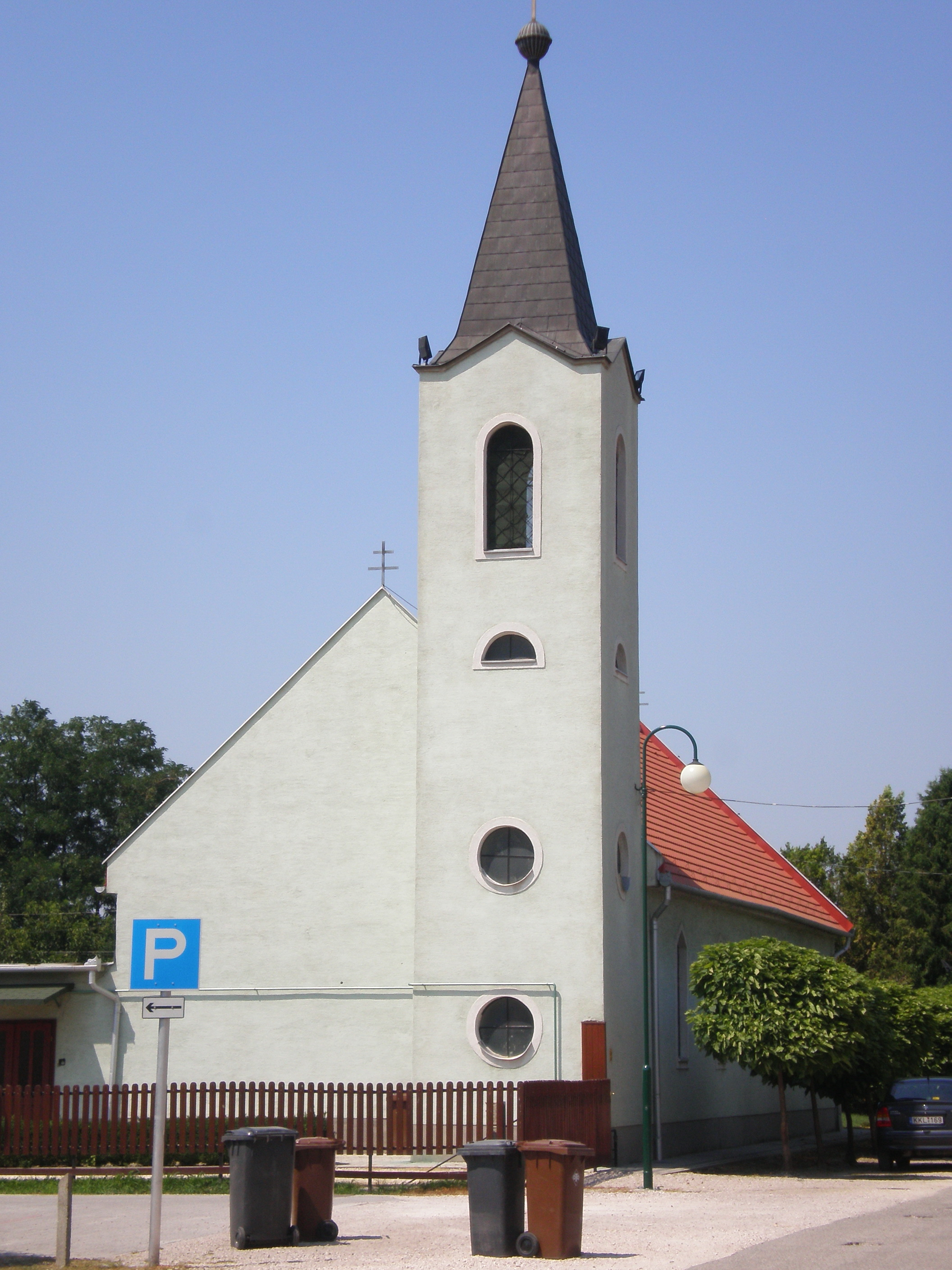
Römisch-katholische Kirche Szent Kereszt Felmagasztalása

- 1956er-Denkmal (1956-os emlékmű)
- Weltkriegsdenkmal

## Verkehr
Durch Győrladamér verläuft die Landstraße Nr. 1401. Es bestehen Busverbindungen über Győrzámoly und Győrújfalu  nach Győr sowie über Dunaszeg, Ásványráró, Hédervár, Darnózseli und Halászi nach Mosonmagyaróvár.  Der nächstgelegene Bahnhof befindet sich in Győr. Durch die Gemeinde führt die Fahrradroute EuroVelo 6.